# 贾斯汀·伊扎里克
贾斯汀·伊扎里克（英語：Justine Ezarik，1984年3月20日—），是一位Youtube名人、主持人、演员和模特。她以Youtube用户名iJustine闻名。从2006年到目前为止，其账户已超过7亿7500万的点阅次数。她开始获得关注是在其Justin.tv账户ijustine.tv作为生活传播人，经常与百万观众直接交谈生活琐事。她凭藉该知名度获得了不同的称号，例如「生活传播之星」、「新社交媒体之星」，又或者是网络上最有名的生活传播人之一。她目前在其主频道iJustine和游戏频道iJustineGaming发布影片。她在实境比赛秀《新名人学徒》担任阿諾·史瓦辛格的顾问。
伊扎里克最为知名的是「300頁iPhone帳單」，其关于在2007年使用iPhone一个月之后所发生的事情。这部網絡爆紅短片獲得了國際性的新聞關注。她的Twitter账户在全世界有超过180万的追踪者，成为前1000位最多追踪的使用者。她曾经还主演Youtube秀《柳丁擱來亂》，饰演柳丁的恋人百香果。她客串于一些电视节目，其中包括《法律与秩序：特殊受害者》、《犯罪心理》、《吸血鬼日记》和《大胆而美丽》。

## 早年生活
iJustine生于賓夕法尼亞州匹茲堡，为家族最大的女儿，母亲蜜雪兒（Michelle）是体育老师，父亲史蒂夫·伊扎里克（Steve Ezarik）是有斯洛伐克血统的煤矿工人。她有两个妹妹名为布丽恩（Breanne）和珍娜（Jenna）。她从本特沃特高中毕业后，就定居在賓夕法尼亞州華盛頓縣的风景山区。
伊扎里克和她后三年級的妹妹布丽恩都是本特沃特高中的优等生，而贾斯汀则是2002年该校的高中毕业生。布丽恩（2005年的毕业生）成为学校最棒的排球队员之一和班长。贾斯汀最小的妹妹珍娜（2008年的毕业生）是一位全职排球选手，同样也是优等生。在高中毕业时，贾斯汀获得了由國際行政專業協會华盛顿分会所授予的奖学金。

## 早期事业
2004年，伊扎里克毕业于匹兹堡技术学院之后，就轻而易举地获得一些平面设计和影片编辑的工作，并在之后开始了她自己的事业。2006年12月，她在由雅虎所赞助的最佳网络影片比赛《雅虎才能秀》中成为最后五强。
她在Spike的电视剧《紧要关头》中饰演在匹茲堡市中心报道一场银行盗窃的摄影记者，该剧由約翰·李古查摩和唐尼·華伯格主演，并拍摄于2007年5月。2007年，她与利奧·拉波特在MacBreak和《每週MacBreak》中共同担任主持和成立专家小组。

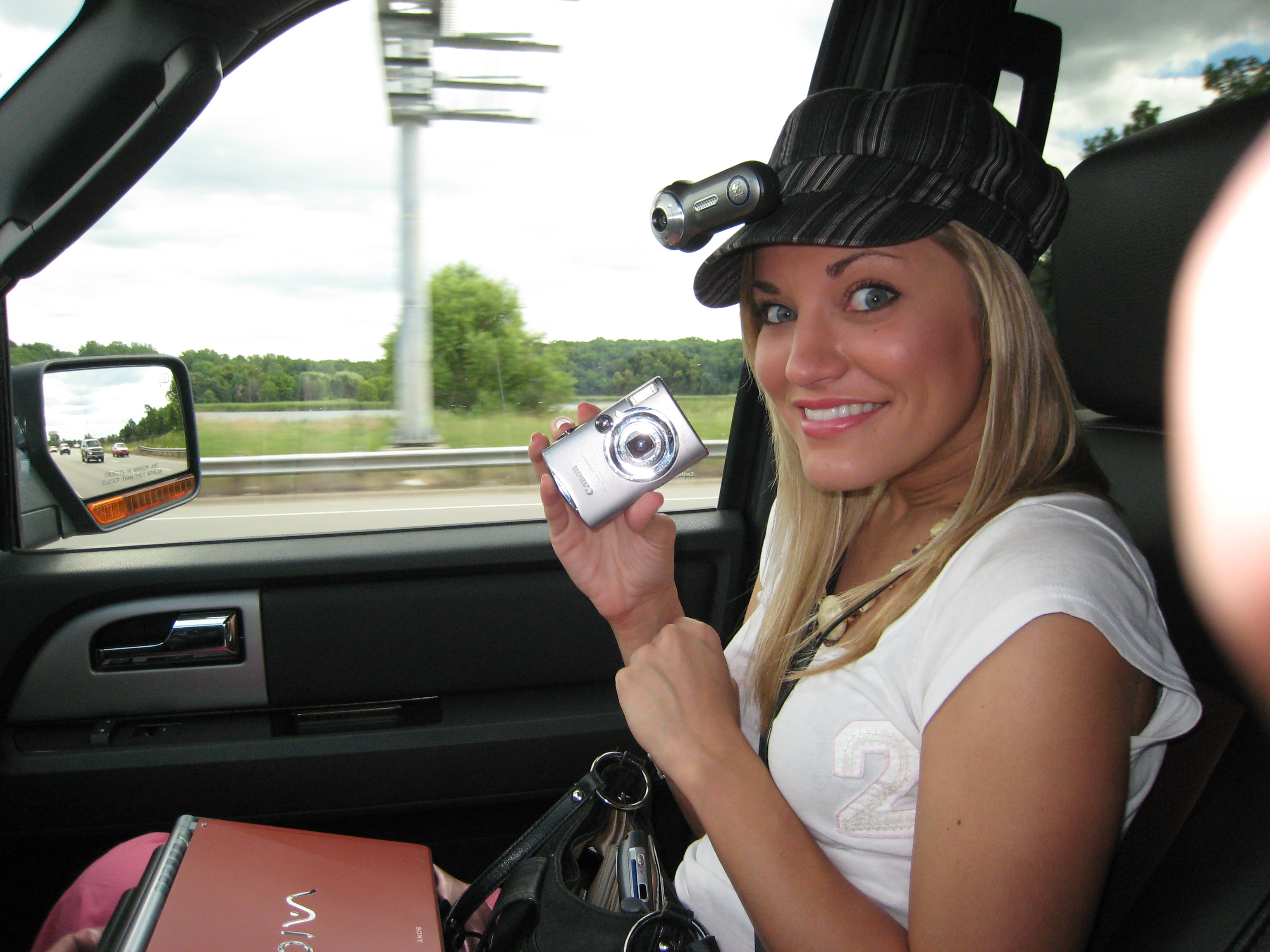
贾斯汀坐在车里展示着她的生活传播设备。

2007年5月29日，伊扎里克在简侧田创办网站Justin.tv开创自己的iJustine生活传播频道，并使用无线摄影机和麦克风来进行直播，她因此开始透过网上来传播生活琐事。